# L'Enfant et le Soldat
Pour plus de détails, voir Fiche technique et Distribution.
L'Enfant et le Soldat est un film iranien réalisé par Reza Mirkarimi et sorti en 2000.

## Fiche technique
- Titre : L'Enfant et le soldat
- Réalisation : Reza Mirkarimi
- Scénario : Reza Mirkarimi et Mohammad Rezaee Rad
- Photographie : Hamid Khozouie Abyane
- Montage : Nazanin Mofakham
- Son : Mohammad Mokhtari
- Décors : Massoud Riazi
- Production : Reza Mirkarimi et Vahid Nikkhah Azad
- Pays de production :  Iran
- Durée : 90 minutes
- Dates de sortie : 
  - France : novembre 2000 (Festival des 3 Continents)[1]
  - France - 19 décembre 2001 (sortie nationale)[2]

## Distribution
- Mehdi Lotfi
- Rohalah Hosseyni
- Soghra Obeisi
- Mehran Rajabi
- Bijan Soltani
- Julius Zagon

## Distinctions

### Récompenses
- Prix spécial du jury au Festival du film pour enfants (Ispahan) 2000
- Montgolfière d'argent au Festival des 3 Continents 2000

### Sélections
- Festival des films du monde de Montréal 2000
- Festival du film de Fajr 2000